# وادي ذهبون (ثمريت)
وادي ذهبون منطقة سكنية تقع في ولاية ثمريت، التابعة لمحافظة ظفار في سلطنة عمان. يقدر عدد سكانها بـ 3 نسمة حسب إحصاء عام 2010 التابع للمركز الوطني للإحصاء والمعلومات الحكومي. رمز المنطقة هو 20531561.

## الوصلات الخارجية
- المركز الوطني للإحصاء والمعلومات، سلطنة عمان